# Jürgen Schlumbohm

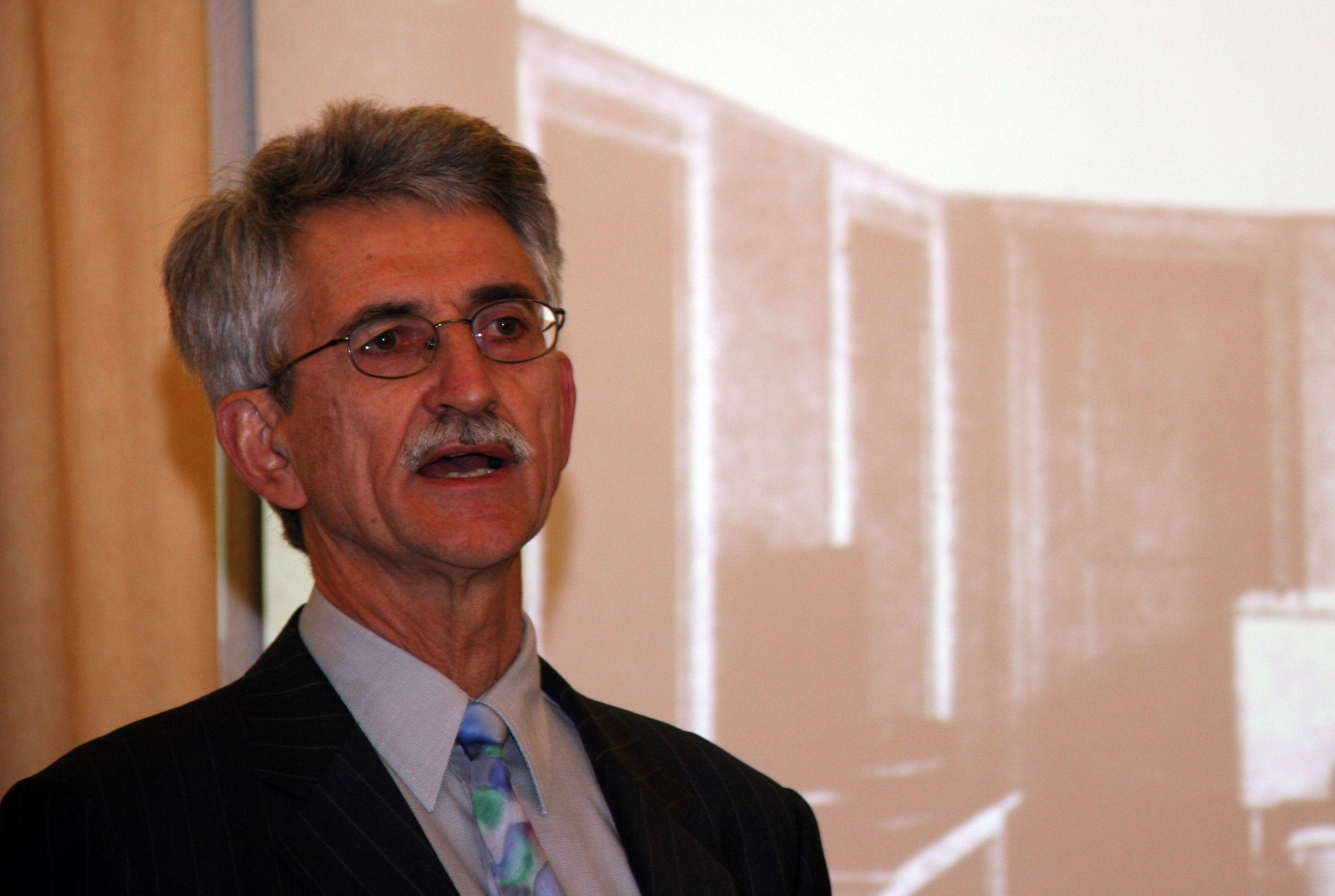
Jürgen Schlumbohm, 2009

Jürgen Schlumbohm (* 17. Februar 1942 in Oberhausen) ist ein deutscher Historiker. Sein Forschungsschwerpunkt liegt auf der Sozial-, Kultur- und Wirtschaftsgeschichte des 17. bis 19. Jahrhunderts.

## Leben
Nach dem Studium der Fächer Geschichte und Deutsch an den Universitäten Tübingen, Wien, Münster und Bochum wurde Jürgen Schlumbohm 1971 bei Rudolf Vierhaus an der Abteilung für Geschichtswissenschaft der Ruhr-Universität Bochum promoviert; dort arbeitete er von 1969 bis 1972 als wissenschaftlicher Assistent. Von 1972 bis 2007 forschte er am Max-Planck-Institut für Geschichte in Göttingen. Er habilitierte sich für das Fachgebiet Neuere Geschichte an der Universität Oldenburg, an der er 1997 außerplanmäßiger Professor wurde. Er lehrte außerdem an den Universitäten Göttingen, Hannover und Braunschweig und nahm Gastprofessuren in Los Angeles (UCLA) und mehrfach in Paris (Université de Paris I – Sorbonne, EHESS, CNRS) wahr. Seit 2007 ist er als freiberuflicher Historiker tätig. 2009 promovierte ihn die Universität Miskolc (Ungarn) zum Dr. phil. h. c. 2022 wurde Schlumbohm zum Mitglied der Academia Europaea gewählt.

## Wissenschaftliche Arbeiten
Jürgen Schlumbohm begann seine Forschung auf dem Gebiet der Begriffsgeschichte und wendete sich dann der Sozial- und Wirtschaftsgeschichte zu. Mit seinen Kollegen Peter Kriedte und Hans Medick veröffentlichte er 1977 das Buch Industrialisierung vor der Industrialisierung, das auch ins Englische, Italienische und Spanische übersetzt wurde. Als Fallstudie zur Proto-Industrialisierung erforschte Jürgen Schlumbohm das Kirchspiel Belm im Osnabrücker Land; dort wurde bis ins 19. Jahrhundert grobes Leinen hergestellt, das in Amerika zur Kleidung diente, nicht zuletzt für die Sklaven. In mikro-historischer Perspektive untersuchte er am Beispiel Belms die sozialen Beziehungen in Familie und Verwandtschaft sowie zwischen Bauern und Landlosen. Er arbeitete außerdem auf dem Gebiet der historischen Demographie und der Geschichte der Kindheit. In letzter Zeit hat er vor allem über die Geschichte der Geburt und der Geburtshilfe geforscht. Sein Buch Lebendige Phantome. Ein Entbindungshospital und seine Patientinnen 1751–1830 ist eine mikro-historische Studie zur Geburtsklinik der Universität Göttingen (Accouchierhaus). Der Band Verbotene Liebe, verborgene Kinder. Das Geheime Buch des Göttinger Geburtshospitals 1794–1857 behandelt speziell die anonymen Geburten. Die detaillierten Fallgeschichten geben ungewöhnliche Einblicke in die Geheimhaltungsstrategien von Männern und Frauen der gehobenen Schichten und zeigen, welche Folgen das für sie und ihre unehelichen Kinder hatte.

## Schriften (Auswahl)
- Verbotene Liebe, verborgene Kinder. Das Geheime Buch des Göttinger Geburtshospitals 1794–1857, Wallstein, Göttingen 2018, ISBN 978-3-8353-3250-8.
- Lebendige Phantome. Ein Entbindungshospital und seine Patientinnen 1751–1830, Wallstein, Göttingen 2012, ISBN 978-3-8353-1093-3.
- Lebensläufe, Familien, Höfe. Die Bauern und Heuerleute des Osnabrückischen Kirchspiels Belm in proto-industrieller Zeit, 1650–1860, Vandenhoeck & Ruprecht, Göttingen 1994; 2. Auflage 1997, ISBN 3-525-35647-1.
- Kinderstuben. Wie Kinder zu Bauern, Bürgern, Aristokraten wurden, 1700–1850, München 1983, ISBN 3-423-02933-1.
- mit Peter Kriedte und Hans Medick: Industrialisierung vor der Industrialisierung. Gewerbliche Warenproduktion auf dem Land in der Formationsperiode des Kapitalismus, Vandenhoeck & Ruprecht, Göttingen 1977, ISBN 3-525-35362-6 (englische Übersetzung: Industrialization before Industrialization. Rural Industry in the Genesis of Capitalism, Cambridge 1981; 2. Auflage 1986, ISBN 0-521-23809-9; italienische Übersetzung: L'industrializzazione prima dell'industrializzazione, Bologna 1984, ISBN 88-15-00557-9; spanische Übersetzung: Industrialización antes de la industrialización, Barcelona 1986, ISBN 84-7423-288-0).
- Freiheit. Die Anfänge der bürgerlichen Emanzipationsbewegung in Deutschland im Spiegel ihres Leitwortes ca. 1760 – ca. 1800, Schwann, Düsseldorf 1975, ISBN 3-590-18112-5.